# Wołcza Kępa
Wołcza Kępa – wyspa w północno-zachodniej Polsce, między Starą Świną i jeziorem Wicko Wielkie. Wyspa nie jest zamieszkana.
Administracyjnie należy do miasta Świnoujście. Wyspa wchodzi w obszar Wolińskiego Parku Narodowego. Znajduje się w obszarze specjalnej ochrony ptaków „Delta Świny” oraz obszarze ochrony siedlisk „Wolin i Uznam”.
Południowy brzeg znajduje się nad Starą Świną. Północna część wyspy zwana Darnie leży nad jeziorem Wicko Wielkie. Przy zachodnim brzegu wyspy biegnie kanał Byczy Rów, który oddziela ją od wyspy Warnie Kępy. Przy południowo-wschodnim brzegu znajduje się kanał Stara Głębia, oddzielający Wołczą Kępę od wyspy Lądko.
Do 1945 r. stosowano niemiecką nazwę Wulwenkämpe. W 1949 r. ustalono urzędowo polską nazwę Wołcza Kępa.